# HD 142448
HD 142448，又名CD-3910237，SAO 207128、HR 5918，是一颗恒星，视星等为6.03，位于銀經337.19，銀緯10.42，其B1900.0坐标为赤經15h 49m 25.1s，赤緯-39° 10.42′ 13″。